# Roger Nordmann (Politiker)

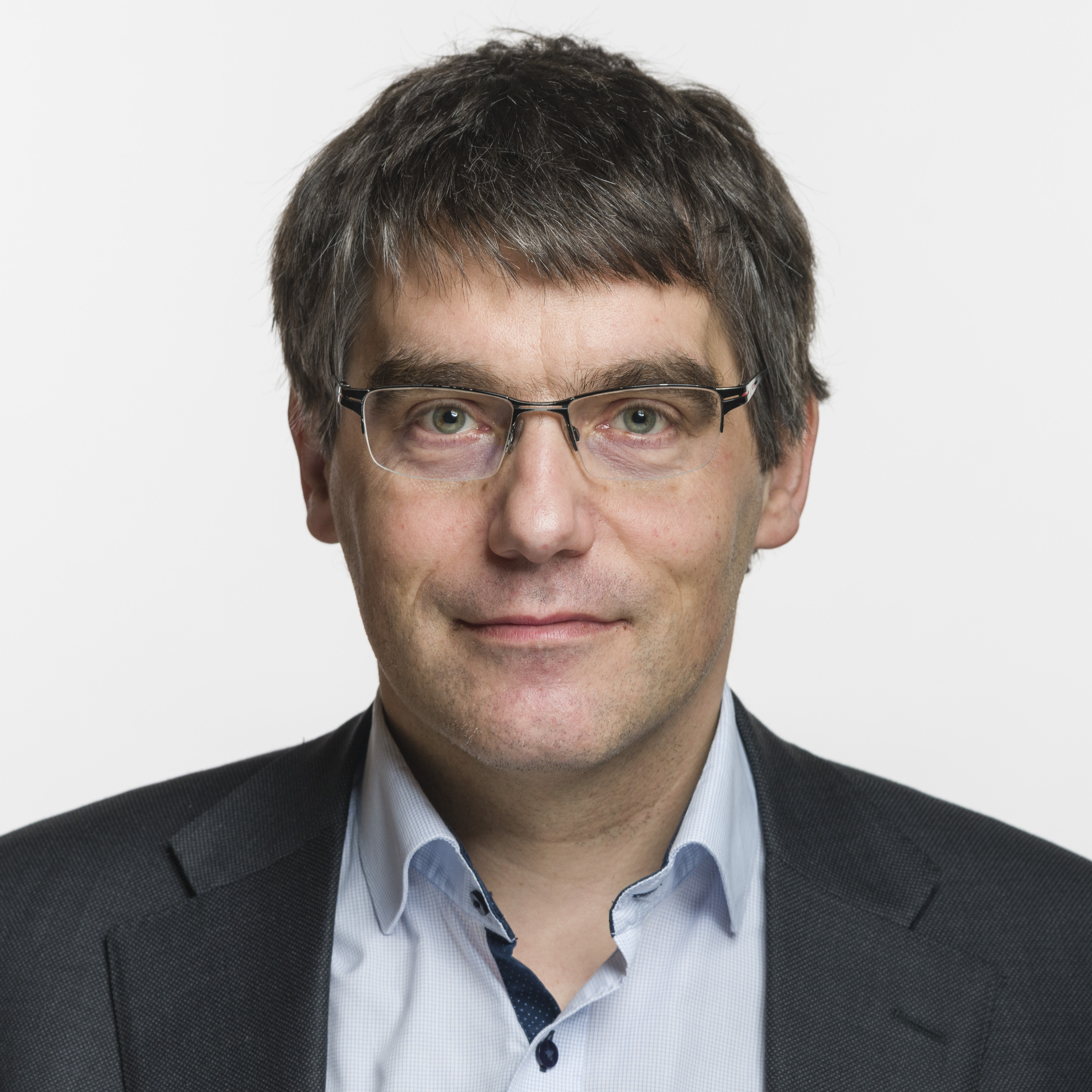
Roger Nordmann (2019)

Roger Nicolas Nordmann (* 23. März 1973 in Lausanne; heimatberechtigt in Seuzach ZH) ist ein Schweizer Politiker (SP). Er war von 2004 bis 2025 Mitglied des Nationalrats; von 2015 bis 2023 war er SP-Fraktionspräsident.

## Leben
Roger Nordmann wurde als Sohn des Anwalts Philippe Nordmann und der ehemaligen Bundesrichterin Ursula Nordmann-Zimmermann geboren. Nach der Primarschule in Mézières und der Sekundarschule in Moudon machte er 1991 die Matura in Lausanne und studierte anschliessend, unterbrochen von zwei Semestern an der Erasmus-Universität Bologna, an der Universität Bern Politik- und Wirtschaftswissenschaften, wo er 1996 mit dem Lizentiat abschloss. Im Jahr 2000 erwarb er ein Diplom in Legistik der Universität Genf.
Ab 2006 war Nordmann im Vorstand des Verkehrs-Clubs der Schweiz, von 2010 bis 2017 als Vizepräsident. Von 2010 bis 2021 war er Präsident von Swissolar, dem schweizerischen Fachverband für Sonnenenergie. Nachfolger wurde Jürg Grossen.
Seit 2020 ist er Mitglied, seit 2021 Präsident des Verwaltungsrates des Beratungsunternehmens für Energie und Umwelt Planair SA und seit 2020 Mitglied des Verwaltungsrats des Energieunternehmens Groupe E.
Nordmann ist verheiratet mit der Lausanner Finanz- und Verkehrsdirektorin Florence Germond (SP) und Vater von zwei Kindern (* 2004 und 2005). Er wohnt in Lausanne. In der Schweizer Armee war er Soldat.

## Politik

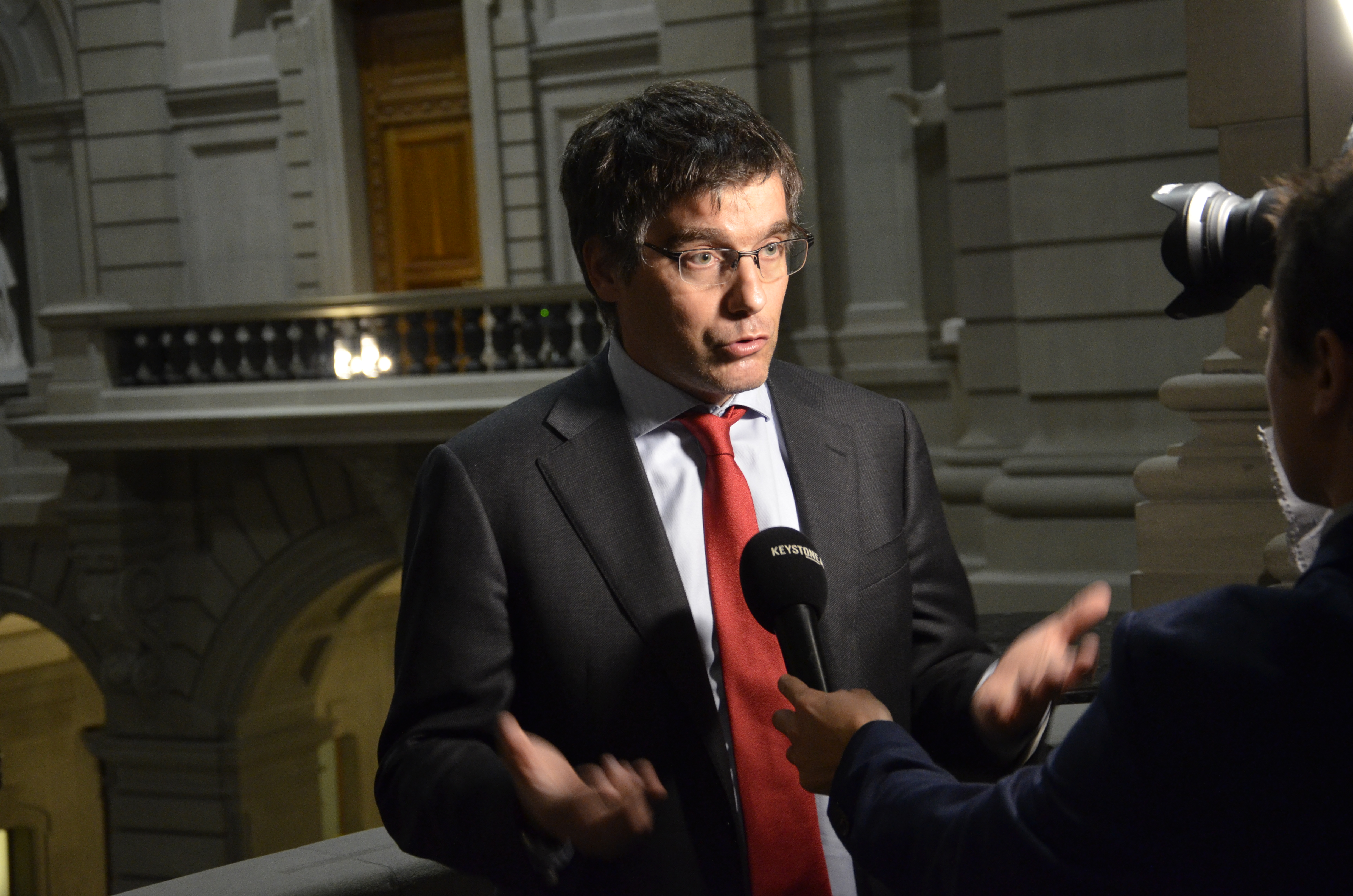
Roger Nordmann im Bundeshaus (2019)

Nordmann war von 1998 bis 1999 Mitglied des Gemeinderates (Legislative) von Lausanne, von 1999 bis 2002 des Verfassungsrates des Kantons Waadt und von August bis November 2004 des Grossen Rates des Kantons Waadt. Von März 2004 bis zum März 2008 amtete er als Vizepräsident der SP des Kantons Waadt.
2004 rückte er für den in den Staatsrat gewählten Pierre-Yves Maillard in den Nationalrat nach, 2007 wurde er bestätigt, 2011, 2015, 2019 und 2023 wiedergewählt. Er gehörte während seiner gesamten Amtsdauer der Kommission für Umwelt, Raumplanung und Energie an; von 2017 bis 2019 war er deren Präsident. Zeitweise gehörte er zudem der Sicherheitspolitischen Kommission und der Kommission für Verkehr und Fernmeldewesen an. Er war 2023 bis 2025 Mitglied der Parlamentarischen Untersuchungskommission (PUK) «Geschäftsführung der Behörden – CS-Notfusion».
Weil er bei den Schweizer Parlamentswahlen 2023 seine Kandidatur für den Ständerat zugunsten von Maillard zurückzog, gewährte ihm die SP Waadt eine erneute Ausnahme von der Amtszeitbeschränkung.
Im Februar 2012 wurde er gemeinsam mit Anita Fetz zum Vizepräsidenten der SP-Fraktion in der Bundesversammlung gewählt. Im November 2015 wurde er als Fraktionschef Nachfolger von Andy Tschümperlin, der die Wiederwahl in den Nationalrat verpasste. Per 1. September 2023 gab er das Fraktionspräsidium an Samira Marti und Samuel Bendahan weiter.
Nordmann gehört zum europhilen Flügel seiner Partei. 2006 setzte er sich in einer Motion für ein Gesetz zur Einführung eines mehrwöchigen Vaterschaftsurlaubs auf Bundesebene ein. Die Motion wurde abgelehnt, das Schweizer Stimmvolk stimmte am 27. September 2020 aber einem zweiwöchigen Vaterschaftsurlaub zu. 
2013 schlug er vor, die Bundessteuer auf Unternehmensgewinne von 8,5 auf 16 Prozent zu erhöhen, um den Steuerwettbewerb zwischen den Kantonen zu bremsen. Die entsprechende «Steuergerechtigkeits-Initiative» wurde am 28. November 2010 vom Stimmvolk mit 58,46 % Neinstimmen abgelehnt. Im September 2021 forderte er, unterstützt von 28 weiteren Abgeordneten von den Grünen bis zur SVP, in einer Motion im Nationalrat ein Verbot von Kryptowährungen.
Am 4. Oktober 2023 kündigte Nordmann seine Kandidatur für die Bundesratswahl 2023 an, als Nachfolger für Alain Berset. Die SP-Bundeshausfraktion entschied sich für das Zweierticket Beat Jans und Jon Pult.
Auf das Ende der Frühjahrssession 2025 trat er aus dem Nationalrat zurück.

## Publikationen
- Atom- und erdölfrei in die Zukunft. Konkrete Projekte für die energiepolitische Wende. Aus dem Französischen übersetzt von Gerhard Tubandt, mit einem Vorwort von Bertrand Piccard. Orell Füssli, Zürich 2011, ISBN 978-3-280-05437-6.
- Sonne für den Klimaschutz. Ein Solarplan für die Schweiz. Mit einem Vorwort von Jacques Dubochet, Chemie-Nobelpreisträger 2017. Zytglogge, Basel 2019, ISBN 978-3-7296-5028-2.
- Klimaschutz und Energiesicherheit. Wie die Schweiz eine rasche und gerechte Wende schafft. Zytglogge, Basel 2023, ISBN 978-3-7296-5140-1.